# 86551 Seth
86551 Seth este o planetă minoră (asteroid) din centura de asteroizi. A fost descoperită pe 4 martie 2000 la Lake Tekapo⁠(d) de Nigel Brady⁠(d). 
Obiectul prezintă o orbită caracterizată de o semiaxă mare de 2,2886714119784 UAi, o excentricitate de 0,17, o înclinație de 3,7 ° în raport cu ecliptica.